# 林庭㭿
林 庭㭿（りん ていこう、1472年 - 1541年）は、明代の官僚・学者。字は利瞻、号は小泉。本貫は福州府閩県。

## 生涯
林瀚の次男として生まれた。1499年（弘治12年）、進士に及第した。兵部主事に任じられ、兵部職方郎中に進んだ。吏部尚書の張彩が御史として任用しようとしたが、庭㭿は固辞し、そのまま蘇州府知府として出向した。連年洪水が発生していたため、庭㭿は上疏して織造を停止し、頻繁な徴課税を止めるよう求めた。雲南左参政に転じた。1514年（正徳9年）、老齢の父の世話をするため、辞職して帰郷した。
1519年（正徳14年）、父が死去すると、庭㭿は喪に服した。嘉靖初年、喪が明けると、庭㭿は江西参政として再起した。湖広右布政使・左布政使を歴任した。統治に優れているとして推挙され、右副都御史に抜擢され、保定諸府を巡撫した。1529年（嘉靖8年）、南京兵部右侍郎に転じた。郊壇の工事や南城・西苑の相次ぐ造作を批判して、天下に先んじて倹約するよう請願した。また災害被害を理由に木材伐採や焼造の諸使を召還するよう求めた。1532年（嘉靖11年）3月、工部左侍郎となった。1535年（嘉靖14年）8月、工部尚書に進んだ。1536年（嘉靖15年）11月、太子太保の位を加えられた。嘉靖帝が大規模な土木工事を興すと、庭㭿は帝の意に沿った計画を提出した。沙河行宮の建設の勅命が下ると、庭㭿は天下の田賦を増税するよう意見した。このため御史の桑喬や給事中の管見に弾劾された。1537年（嘉靖16年）、致仕し、帰郷した。1541年（嘉靖20年）、死去した。享年は70。少保の位を追贈された。諡は康懿といった。著書に『江西通志』37巻・『小泉稿』6巻があった。
子の林炫は進士に及第し、礼部主事を経て、通政司参議となった。